# Massimo Rotundo
Massimo Rotundo (Roma, Italia, 11 de abril de 1955) es un historietista, pintor, ilustrador y docente italiano.

## Biografía
Estudió en la Academia de Bellas Artes. Empezó su carrera de historietista colaborando con la editorial Eura. Trabajó para varias revistas de cómics como L'eternauta, Orient Express, Comic Art o L'Ècho des Savanes y de ciencia ficción como Heavy Metal, además de magazines de moda y estilo de vida como Diva y Glamour. Para el mercado Francés publicó la historieta erótica Ex Libris Eroticis, editada por Albin Michel, y una historia sobre la vida de Pier Paolo Pasolini, de Glénat Editions. Desempeñó el papel de director artístico de la serie I grandi miti greci a fumetti de Luciano De Crescenzo y adaptó en historietas una novela de Honoré de Balzac, La piel de zapa.
Es uno de los autores de la historieta Brendon, de la casa Bonelli, y desde el número 45 se convirtió en el portadista de la serie. Con la misma editorial, trabajó para dos miniseries de Gianfranco Manfredi: Volto Nascosto (2007), del que también fue el portadista, y Shanghai Devil (2011), además de realizar un álbum especial de Tex en 2015, con textos de Pasquale Ruju. Colaboró con el escritor Giuseppe Ferrandino ilustrando Nero, Sandokan y Sera Torbara. Para la editorial Delcourt, dibujó la historieta Prediction, con guion de Pierre Fournier (alias Makyo).
Es uno de los fundadores de la Scuola Romana del Fumetto ("Escuela romana de historietas"), de la que es docente. También trabaja para el cine y el teatro.